# Raphaël Picon
Pour les articles homonymes, voir Picon (homonymie).
Raphaël Picon, né le 7 mars 1968 à Châtenay-Malabry et mort le 21 janvier 2016 à Rueil-Malmaison, est un théologien protestant français.

## Biographie
Raphaël Picon étudie la théologie à la Faculté de théologie protestante de Paris où il obtient un doctorat en 2001, au Liban à l'Institut orthodoxe Saint-Jean-Damascène de Balamand et à New York où il obtient un Master of sacred theology de Union Theological Seminary. En 1994, il devient pasteur de l'Église réformée de France, en paroisse à Lillebonne-Le Havre, puis comme animateur théologique dans la région Nord-Normandie, et enfin, de 2000 à 2002, en tant que chargé de mission pour les relations internationales. À partir de 2002, il est enseignant-chercheur en théologie pratique à la Faculté de théologie protestante de Paris, dont il est doyen de 2007 à 2013. Il est aussi chargé d'enseignement à l'Institut supérieur d'études œcuméniques (ISEO, Institut catholique de Paris). À partir de 2014, il est également membre de la commission « Philosophie, psychanalyse et sciences des religions » du Centre national du livre.
Dans le domaine de la théologie pratique, Raphaël Picon s'intéresse particulièrement à l'homilétique et à la rhétorique, aux thématiques propres à l'accompagnement spirituel et aux ritualités religieuses. Outre ces recherches particulières, il s'intéresse à la théologie du Process, aux théologies du pluralisme, au transcendantalisme et à la pensée de Ralph Waldo Emerson.
Il est conférencier, auteur d'articles dans différentes revues (en particulier Évangile et liberté, dont il est rédacteur en chef de 2004 à 2015) et collaborateur régulier des émissions religieuses protestantes sur France télévision.
L'amphithéâtre de la Faculté de théologie protestante de Paris porte son nom depuis 2016.

## Ouvrages publiés
- Tous théologiens, Van Dieren Éditeur, 2000
- Le Christ à la croisée des religions, Van Dieren Éditeur, 2003
- Le Protestantisme : la foi insoumise[7] (en collaboration avec Laurent Gagnebin), Flammarion, coll. « Champs », 2005; 2009, 2017
- La Mort, le deuil, la promesse (direction d'ouvrage), Éditions Olivétan, 2005
- Ré-enchanter le ministère pastoral, Éditions Olivétan, 2007
- L'Art de prêcher (direction d'ouvrage), Éditions Olivétan, 2008
- Dieu en procès, éditions de l'Atelier, 2009
- Emerson, Discours aux étudiants en théologie de Harvard, Nouvelles éditions Cécile Defaut, 2011
- Délivre-nous du mal. Exorcismes et guérisons : une approche protestante, Labor et Fides, 2013
- Emerson. Le sublime ordinaire, CNRS Éditions, 2015
- Un Dieu insoumis[8], Labor et Fides, 2017, (préface de Laurent Gagnebin et Pierre-Olivier Léchot), publication à titre posthume.